# Verchoture
Verchoture (ryska: Верхотурье) är en stad i Sverdlovsk oblast i Ryssland. Den ligger vid floden Tura drygt 300 kilometer norr om Jekaterinburg. Folkmängden uppgår till cirka 9 000 invånare.

## Historia
Orten grundades 1598 på platsen för den tidigare mansiska bosättningen Neromkar. Orten har både fått stadsrättigheter och förlorat dem. Senast erhölls stadsrättigheterna 1947.